# Akalat affin
Malacopteron affine
Espèce
Statut de conservation UICN

 NT  : Quasi menacé
L'Akalat affin (Malacopteron affine) est une espèce de passereau de la famille des Pellorneidae.

## Répartition
On le trouve à Brunei, Indonésie, Malaisie, Singapour et Thaïlande.